# 承蒙天恩
《感謝上帝慈悲》是美国歌手凱蒂·佩芮演唱的一首歌曲，出自其第四张专辑《超炫光》并作为其结尾单曲。这首歌由佩芮和加拿大音樂制作人格雷格·威爾斯共同創作及共同制作。它在佩芮和英国搞笑艺人羅素·布蘭德离婚之后所构思。佩芮起初考虑在专辑中加点「黑暗元素」，但加入这首歌後而改变了专辑方向。纵观其传记式般的歌词，佩芮描述了从中发现自己的优点并维护自己的想法。
这张单曲首次公诸于众是以佩芮为主要领衔的2013年iTunes音乐节。在《超炫光》发布后，《感謝上帝慈悲》在乐评人中主要得到的回应是正面的，他们欣赏其脆弱性并认为其是专辑中音乐性最精彩的其中一个，但是批评其在录制中的配置。在专辑发行之后，它因有突出的数位下载而进入不同城市的音乐榜单。

## 背景与制作

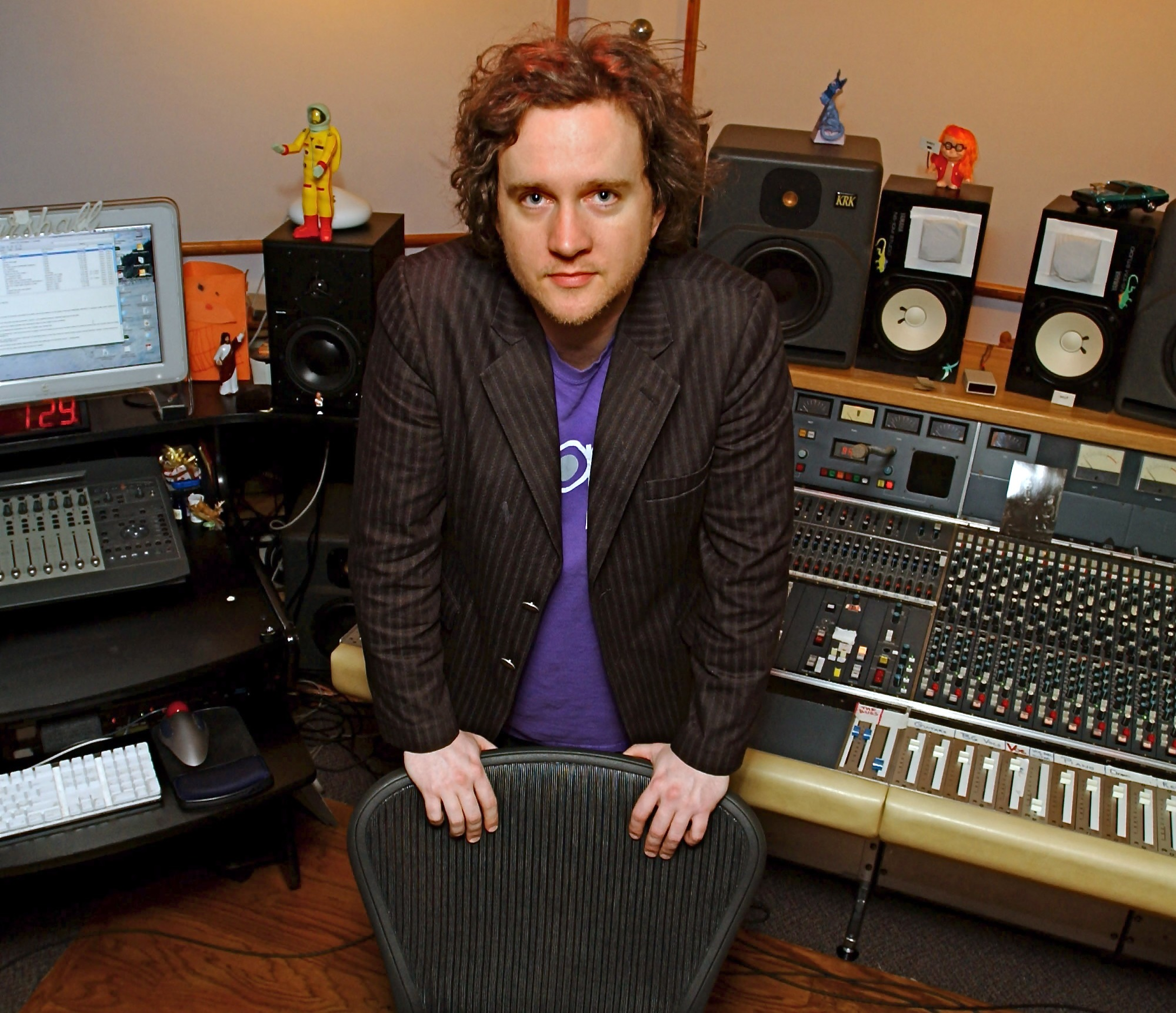
加拿大音樂制作人及和佩芮長期合作者格雷格·威爾斯（图）与佩芮共同創作和共同制作《感谢上帝悲慈》。

2011年12月，佩芮在与前夫羅素·布蘭德离婚后，內心十分沮喪，并一度考虑轻生。曾经协助佩芮创作《感谢上帝慈悲》的格雷格·威爾斯表示：「我认为通過一條簡訊離婚一定讓她感覺遭受了當頭一棒，在舆论上顯得十分尷尬。」在克服自杀想法后，佩芮激起了要创作一个比她上一張专辑相比更为「黑暗」的專輯的想法。她将整个离婚事件寫進《承蒙天恩》中，其歌词圍繞著她躺在浴室地板上與自杀的想法做鬥爭展開。在《娱乐周刊》的访问中，佩芮说出她对于分手的感觉：「想一下你的经历，想一下你分手后发生了什么。我们都经历过分手，而對此我们都感到十分沮丧與絕望。」
《承蒙天恩》於2013年10月1日在曼哈頓的《超炫光》試聽派對上內部首播。佩芮聲稱这首歌是《超炫光》唯一一首讲述与布兰德的离婚事件的歌曲。但大眾認為《超炫光》的另外一首歌《幽靈》也影射了离婚事件，特别是其中一句歌词「你传了封简讯，它就像风一样让你的心说变就变」。佩芮則声明这首歌與離婚事件無關。她说：「好笑的是，人们老是觉得某首歌是关于某些人的，但與我生活相關的唯一一首歌曲只有《承蒙天恩》。」

## 榜单成绩
| 排行榜（2013年）                         | 最高 排位 |
| ---------------------------------------- | --------- |
| 韓國（加翁榜）                           | 77        |
| 英國（官方榜單公司）                     | 179       |
| 美国（《告示牌》Bubbling Under Hot 100） | 10        |
| 美國（《告示牌》熱門数字歌曲榜）         | 71        |